# Mechowiec (gromada)
Mechowiec – dawna gromada, czyli najmniejsza jednostka podziału terytorialnego Polskiej Rzeczypospolitej Ludowej w latach 1954–1972.
Gromady, z gromadzkimi radami narodowymi (GRN) jako organami władzy najniższego stopnia na wsi, funkcjonowały od reformy reorganizującej administrację wiejską przeprowadzonej jesienią 1954 do momentu ich zniesienia z dniem 1 stycznia 1973, tym samym wypierając organizację gminną w latach 1954–1972.
Gromadę Mechowiec z siedzibą GRN w Mechowcu utworzono – jako jedną z 8759 gromad na obszarze Polski – w powiecie kolbuszowskim w woj. rzeszowskim na mocy uchwały nr 23/54 WRN w Rzeszowie z dnia 5 października 1954. W skład jednostki weszły obszary dotychczasowych gromad Mechowiec i Płazówka (bez przysiółka Księżyna) ze zniesionej gminy Dzikowiec oraz obszar dotychczasowej gromady Poręby Dymarskie ze zniesionej gminy Cmolas w tymże powiecie. Dla gromady ustalono 20 członków gromadzkiej rady narodowej.
1 stycznia 1960 gromadę zniesiono, włączając jej obszar do gromad Dzikowiec Stary (wsie Mechowiec i Płazówka) i Cmolas (wieś Poręby Dymarskie) w tymże powiecie.